# Robert Wood (archéologue)
Pour les articles homonymes, voir Robert Wood et Wood.
Robert Wood (né à Riverstown en 1717, mort le 9 septembre 1771) est un archéologue et homme politique irlandais. 

## Biographie
Wood fait ses études à Oxford et entreprend dès 1742 le Grand Tour en Italie puis en Grèce. Membre de la société des Dilettanti, il fait deux voyages en Orient avec l'architecte italien Giovanni Battista Borra et visite la Turquie et la Syrie ; il y recueille nombre de médailles, d'inscriptions et de manuscrits. Il fouille en détail aussi Palmyre. Il est à son retour nommé secrétaire d'État et publie ses Ruins of Palmyra (1753) puis une description des ruines de Baalbek (1757), d'après les dessins de Borra gravés par Thomas Major.
De 1753 à 1756, il accompagne le duc de Bridgewater à travers l'Europe puis devient homme politique après son élection au Parlement britannique en 1761.

## Œuvres

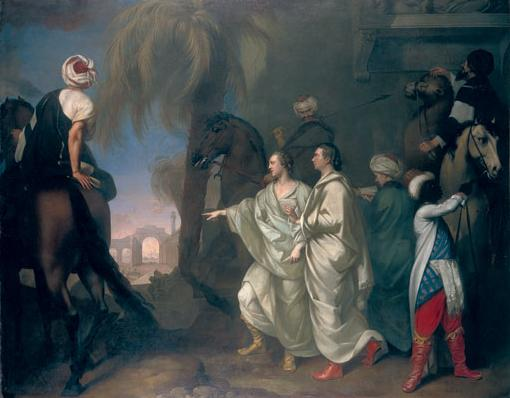
James Dawkins and Robert Wood Discovering the Ruins of Palmyra, par Gavin Hamilton (1758). Hamilton dépeint les deux hommes et leur escorte ottomane découvrant les ruines de Palmyre : Dawkins (1722-1757) et Wood portent une toge et l'un de deux porte des bottes jaunes habituellement réservées aux membres des classes musulmanes supérieures de l'Empire ottoman.

Wood a laissé de ses voyages les prestigieuses publications que sont Les Ruines de Palmyre (Londres, 1753) et Les Ruines de Baalbek (1757), et ces ouvrages auront une grande influence sur le développement du style néoclassique.
Il a également publié A comparative View of the Ancient and Present State of the Troade. To which is prefixed an Essay on the Original Genius of Homer, 1769 (traduit par Démeunier). Robert Wood fut le premier érudit de l’Europe occidentale à prendre la route de la Troade, vers 1750, pour prouver la véracité de la poésie homérique : en effet, il pensait que le génie d’Homère était dû aux lieux où le poète avait chanté. L’identité du paysage était donc liée à l’identité d’Homère. Contestant la carte de la Troade qu'Alexander Pope avait dressé sans être jamais allé en Grèce, il a fabriqué une nouvelle carte de l’Iliade puis a comparé les mœurs du Proche-Orient à ceux des poèmes homériques.